# 質問
質問 （しつもん、英: Question、仏: Interrogation、独: Frage、西: Pregunta）とは、情報（回答という形での提供を期待される）への典型的なリクエストとして機能する発話であり、語用論の分野における発語内行為の一種として、或いは、形式意味論の枠組みにおける命題の特別な種類として、理解され得る。
疑問文は、多くの場合、質問を達成するために使用される典型的な文法形式であるが、例えば反語は、疑問文形式をとるものの、回答を最初から期待されていないので、本来の意味における質問だと考えられていない。
逆に、疑問文の文法構造をとらないものの、例えば「名前を教えて」のような命令文は、質問だと考えられ得る。

## 用法

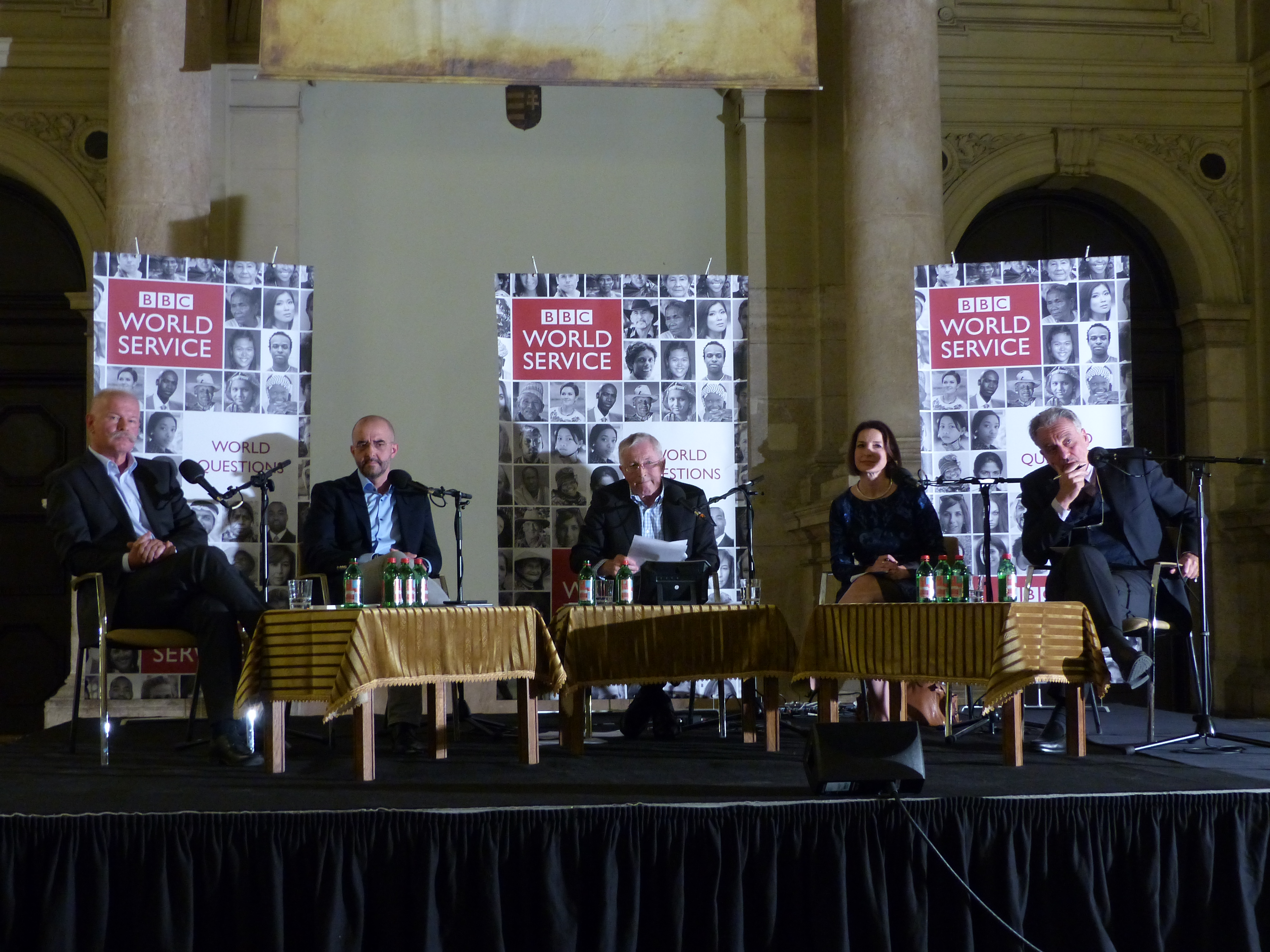
ジョナサン・ディンブルビーの『Any Questions?』 – BBCワールドサービス

## 日本の議会制
日本の議会制（国会や地方議会）において質問とは、議員が個別の議案とは関係なく行政の執行機関（内閣や首長）に対して行政一般にわたる施政方針や事実に関する説明や意見表明を求めること。質問には一般質問、代表質問、緊急質問、関連質問がある。
質疑と異なり、議案に関連したものに限られず、行政の執行機関の権限に属する事項（内閣に対する質問の場合には国政のほぼ全般）において、議員が任意に選択した事項について質問しうる。

### 手続
議員による質問は会期中であれば現に行われている議事とはかかわりなく行うことが可能である。
各議院の議員が、内閣に質問しようとするときは、議長の承認を要する（国会法第74条第1項）。質問するには簡明な主意書（質問主意書）を作り、これを議長に提出しなければならない（国会法第74条第2項）。
議長又は議院の承認した質問については、議長がその主意書を内閣に転送する（国会法第75条第1項）。内閣は質問主意書を受け取った日から7日以内に答弁をしなければならない。その期間内に答弁をすることができないときは、その理由及び答弁をすることができる期限を明示することを要する（国会法第75条第2項）。